# ویلا ل لاک
ویلا له لاک یا ویلا «لو لاک» لو کوربوزیه، یک ساختمان مسکونی در دریاچه ژنو در کورسو، کانتون وو، سوئیس است که توسط معماران معروف، پسرعموهای لوکوربوزیه و پیر ژانرت، بین سال‌های ۱۹۲۳ و ۱۹۲۴ برای پدر و مادر کوربوزیه طراحی شده‌است. این نمونه‌ای از معماری مدرن مسکونی است و سه مورد از پنج اصل معماری لوکوربوزیه را به نمایش می‌گذارد. این ساختمان جزو اموال فرهنگی سوئیس با اهمیت ملی است و در سال ۲۰۱۶ به فهرست میراث جهانی یونسکو افزوده شد.